# Municipio de Huntsville (Carolina del Norte)
Huntsville Township es un municipio del condado de Rockingham, Carolina del Norte, Estados Unidos. Según el censo de 2020, tiene una población de 6417 habitantes.
Es una subdivisión exclusivamente geográfica, puesto que el estado de Carolina del Norte ya no utiliza la herramienta de los townships como gobiernos municipales.

## Geografía
Está ubicado en las coordenadas 36°18′39″N 79°58′32″O / 36.31083, -79.97556 (36.310859, -79.975604).